# モウセンヤカン
モウセンヤカン（莽山野柑、Citrus mangshanensis）は、ミカン属の野生種である。
中華人民共和国の湖南省莽山の山林に自生しており、1980年代に初めて報告された。マンダリンオレンジとは遺伝的に異なっているが、形態的には類似しており、同地域の野生のマンダリンの両方に「中国語: 莽山野柑」という名称と種名C. mangshanensisが使われている。ゲノム配列解析により、中新世後期のミカン属放散の最初の分岐時に他の種から分かれた数少ない純粋なミカン属の種の1つであることが判明したまた、同じ地域に生息する別の野生柑橘類であるyuanjuと遺伝的に類似している。